# Élie Berthet

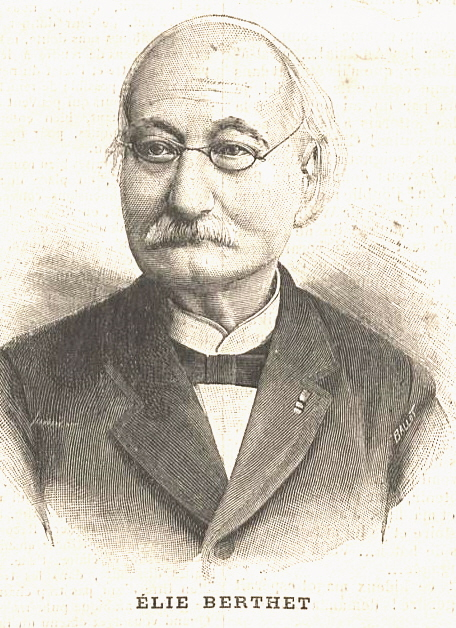
Élie Berthet.

Élie Bertrand Berthet, född den 8 juni 1815 i Limoges, död den 3 februari 1891 i Paris, var en fransk romanförfattare.
Berthet flyttade 1834 till Paris och sysselsatte sig sedan som skriftställare. Han var synnerligen produktiv. I Nordisk familjebok heter det: "Hans arbeten höja sig ej öfver medelmåttan, men hafva vunnit en stor spridning, tack vare den spännande intrigen." Andra har bedömt honom mindre hårt. Till svenska översattes "Den siste irländaren" (1852 och 1882), "Skogsmenniskan" (1867), "Postdirektrisen" (1874), "Den okända verlden" (1880) och "Charlatanen" (1883) med flera.